# Hans Wilhelm von Meerheim
Hans Wilhelm friherre von Meerheim (Meerheimb) (født 3. december 1620 i Altenberg, Kurfyrstendømmet Sachsen, død 25. december 1688 på Gnemern) var en tysk-dansk officer.

## I Trediveårskrigen
Hans fader, Heinrich von Meerheim, var sachsisk officer, men hans forfædre i flere led havde været "saltjunkere" i Halle; moderen hed Anna von Winkelholz. Som otte års dreng løb Hans Wilhelm von Meerheim fra hjemmet med et rytterregiment, blev under Trediveårskrigen kejserlig officer og tjente sig op til oberst, ligesom han blev optaget i den bøhmiske friherrestand. Han ægtede 6. januar 1644 Anna Sabine Heber fra Thüringen, enke 1. gang efter en løjtnant von Eck, 2. gang efter en ritmester Zippe. Hun døde i begyndelsen af 1660 og allerede 29. maj samme år giftede Meerheim sig anden gang, med Eleonore Dorothea von Oertzen (26. september 1639 - 29. november 1705), datter af Jasper von Oertzen til Roggow i Mecklenburg-Schwerin. I hendes hjemland erhvervede Meerheim Gnemern med flere godser, hvor han levede, indtil han i oktober 1675, da den danske hær lå foran Wismar, trådte i Christian V's tjeneste som generalmajor. 

## I dansk tjeneste
Det påfølgende forår blev han chef for Livregiment til Hest (som han beholdt indtil august 1677) og fik nogle måneder senere ordre til at støde til hæren i Skåne. I Skåne forblev Meerheim indtil hen imod krigens slutning, kun fraregnet nogle måneder af 1677, da han ledsagede kongen på toget til Rügen. Så længe de egentlige felttog varede, fulgte Meerheim hovedhæren, og i slagene ved Lund (4. december 1676) og ved Landskrone (14. juli 1677) havde han del i æren for det held, som fulgte de danskes højre fløj, men som rigtignok ikke blev afgørende for slagenes udfald. Han hørte også til dem, der i de mange krigsråd, der blev holdt, forgæves tog ordet for en mere energisk krigsførelse. Om vinteren, når hovedhæren blev trukket hjem til Danmark, blev Meerheim tilbage med et par rytterregimenter, der tillige med besætningen i de erobrede fæstninger skulle hævde besiddelsen af Skåne. I vinteren 1676-77 var det særlig Meerheims opgave at dække Christiansstad. Et svensk blokadekorpses ankomst tvang ham til at kaste sig ind i fæstningen, som han i et halvt år forsvarede med stor berømmelse under ret vanskelige forhold. Som ægte kavalerist indskrænkede han sig ikke til et blot passivt forsvar; gang på gang gjorde han fjenden stort afbræk med sine udfald. I januar gjorde han endog forsøg på at undsætte Carlshamn, men nåede først derhen natten efter, at den tapre kommandant, Hans Ernst Krumsee, havde måttet kapitulere. I slutningen af maj 1677, da svenskerne ved den danske hærs nærmelse så sig tvungne til at hæve blokaden, gjorde Meerheim til afsked med hele besætningsstyrken endnu et udfald mod den bortdragende fjende, hvem han efter en heftig kamp fratog mange fanger og trofæer foruden andet bytte. Den lille krig var i det hele Meerheims rette element, eller, som en samtidig annalist skriver, "det var Meerheims Fait at gaa paa Parti, dertil havde han vendt sig af Ungdommen op, havde stor Forfarenhed og Lyst dertil". Ved sådanne lejligheder støttede han og de af svenskerne så forhadte og frygtede snaphaner gensidigt hinanden. I vintrene 1677-78 og 1678-79 var Landskrone udgangspunktet for Meerheims strejftog. Sammen med generalmajor Ditlev Rantzau indtog og afbrændte han således 27. april 1678 Engelholm, der havde tjent de svenske strejfpartier til støttepunkt, men dette er kun et eksempel blandt mange andre. 

### Beskedent avancement
Den gunst, hvori Meerheim stod hos Christian V, synes, uvist af hvilken grund, ikke at have stået ret i forhold til hans bedrifter. Vel blev han efter fredslutningen aflagt med kommandantskabet i Nakskov og fik, da han 1683, fordi han ikke kunne tåle det lollandske klima, fratrådte stillingen, Det hvide Bånd (23. september); men han nåede aldrig nogen højere grad end den, hvormed han fra først af var trådt i dansk tjeneste, og da han 1684 tog sin afsked, blev der endog gjort vanskeligheder med at udbetale ham en pension, der var lovet ham og hans børn som løn for hans tapre forsvar af Christiansstad. Han døde på Gnemern 25. december 1688. Hans efterkommere, hvoraf enkelte har været i dansk tjeneste, er nu bosatte i Mecklenburg. 